# Engenheiros do Hawaii

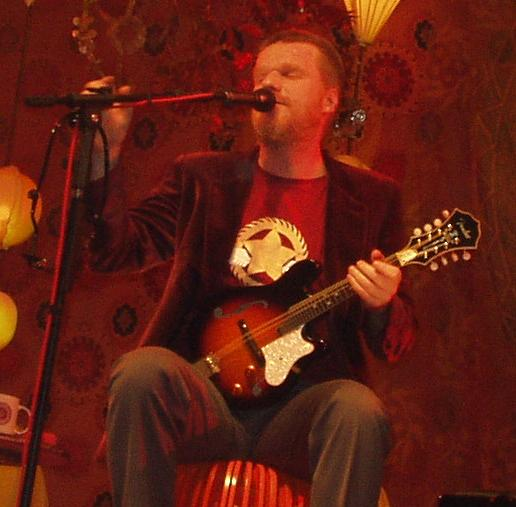
Humberto Gessinger (2005)

Engenheiros do Hawaii ist eine brasilianische Rockband. Sie wurde 1984 in Porto Alegre gegründet.
Die Bandmitglieder sind Humberto Gessinger, Gláucio Ayala, Bernardo Fonseca, Fernando Aranha und Pedro Augusto. Die sozialkritischen und teilweise ironischen Texte des Sängers und Bassisten Humberto Gessinger gelten als ein Grund für den großen Erfolg, den die Band hat.

## Diskografie

### Alben
- Longe Demais das Capitais (1986)
- A Revolta dos Dândis (1987)
- Ouça O Que Eu Digo: Não Ouça Ninguém (1988)
- Alívio Imediato (1989, BR: Gold)[2]
- O Papa é Pop (1990, BR: Platin)
- Várias Variáveis (1991)
- Gessinger, Licks & Maltz (1992)
- Filmes de Guerra, Canções De Amor (1993)
- Simples de Coração (1995)
- Humberto Gessinger Trio (1996)
- Minuano (1997)
- ¡Tchau Radar! (1999)
- 10.000 Destinos (2000)
- 10.001 Destinos (2001)
- Surfando Karmas & Dna (2002)
- Dançando no Campo Minado (2003)
- Acústico MTV (2004, BR: Platin)
- Novos Horizontes (2007)

### Singles
- 3 X 4 (1999, BR: Platin)
- Armas Químicas E Poemas (2004, BR: Gold)

### Videoalben
- 10.000 Destinos (2000, BR: Gold)
- Acústico MTV (2004, BR: Platin)
- Acústico Novos Horizontes (2007, BR: Gold)